# Trash, Trampoline and the Party Girl
"Trash, Trampoline and the Party Girl", conocida también como "Party Girl", es una canción de corta duración del grupo irlandés de rock U2 que fue publicada como cara B del sencillo "A Celebration".

## Composición
Posee un tempo de 152 pulsos por minuto en clave de Re mayor, y la voz abarca desde un La4 a un Mi6.

## En directo
En contraste con la cara A, desde su debut en vivo el 26 de febrero de 1983 en el primer concierto del War Tour, "Party Girl" se convirtió en un tema habitual, a pesar de que Bono afirmaría que “era la primera y posiblemente la última vez” que iban a tocar el tema. De esta manera, siguió apareciendo en las siguientes giras y está incluida en el álbum en directo Under a Blood Red Sky y en la película del concierto U2 Live at Red Rocks: Under a Blood Red Sky. Desde entonces, ha aparecido de modo esporádico prácticamente en todas las giras, salvo en el PopMart Tour (1997-1998) y el The Joshua Tree Tour 2017, siendo la cara B más tocada en vivo en la historia de la banda. Tan sólo un sencillo no incluido en álbum supera esta frecuencia ("11 O'Clock Tick Tock", 1980). 

## Álbumes
Además de versión del álbum en directo Under a Blood Red Sky (grabada en Red Rocks Amphitheatre, Colorado, el 5 de junio de 1983), el disco ‘’B-sides’’ de la edición especial de The Best of 1980-1990 incluye la versión de estudio originaria. También aparece en la edición deluxe de 2008 del álbum October (1981), el álbum en directo Live from the Point Depot y el video Live from Paris, y en la compilación Medium, Rare & Remastered.

## Créditos
- Bono: voz
- The Edge: guitarra, teclados
- Adam Clayton: bajo
- Larry Mullen: batería